# Francine de Selve
 (octobre 2017).
Si vous disposez d'ouvrages ou d'articles de référence ou si vous connaissez des sites web de qualité traitant du thème abordé ici, merci de compléter l'article en donnant les références utiles à sa vérifiabilité et en les liant à la section « Notes et références ».
Pour les articles homonymes, voir Selve.
Francine Marie Ernestine de Selve est une autrice née le 15 mars 1920 à Paris où elle est morte le 20 décembre 2002. 
Elle avait dix neuf ans quand l'armée allemande est entrée en France. Elle se trouvait alors en Franche-Comté et s'est immédiatement engagée comme institutrice à l'école communale d'un petit village près de Gray dans la Haute-Saône. C'est cette expérience qui lui inspira l'histoire racontée dans La maison du Batiou. 
Après la guerre Francine de Selve a poursuivi son métier d'enseignante. 
Elle termina sa carrière comme documentaliste au Centre national de documentation pédagogique (CNDP) à Paris. 
Francine de Selve est décédée le 20 décembre 2002 dans le 18e arrondissement de Paris à l'âge de 82 ans.